# 狩野富成
狩野 富成（かの とよしげ、2001年10月6日 - ）は、東京都出身のバスケットボール選手。B.LEAGUEのサンロッカーズ渋谷に所属している。ポジションはセンター。

## 経歴

### プロ入り前
11歳の頃、家族の事情でアメリカ合衆国へ移住。サンフランシスコ近郊のスカイラインカレッジで2年間プレーした。

### サンロッカーズ渋谷
2023年にサンロッカーズ渋谷と契約。2023-24シーズンは徳島ガンバロウズへ期限付き移籍した。
2024年6月26日に信州ブレイブウォリアーズへ期限付き移籍した。
2024-25シーズンを以て期限付き移籍を終了し、2025-26シーズンから渋谷でプレーすることになった。

## 代表歴
2025年7月6日、オランダとの強化試合に出場して日本代表デビューした。